# Lars Lukas Mai
Lars Lukas Mai (Drezda, 2000. március 31. –) német utánpótlás válogatott labdarúgó, a Lugano játékosa.

## Pályafutása

### Klubcsapatokban
A Dynamo Dresden korosztályos csapataiban nevelkedett egészen 2014-ig, ekkor csatlakozott a Bayern München akadémiájához. A Bayern München U19-es csapatának a csapatkapitánya volt. 2017-ben bronzérmes lett a Fritz Walter-medál U17-es korosztályában. Július 30-án mutatkozott be a második csapatban a negyedosztályban az FC Unterföhring ellen. 2018. április 21-én kezdőként mutatkozott be az első csapatban az élvonalban a Hannover 96 ellen. Ő lett a Bayern első 2000 után született játékosa aki pályára lépett a Bundesligában. Egy héttel később aláírta első profi szerződését a klubbal, 2021-ig. 2020. július 21-én egy szezonra kölcsönbe került a Darmstadt együtteséhez. 2021 nyarán kölcsönbe került egy szezonra a Werder Bremen csapatához.
2022. június 18-án a svájci Lugano szerződtette 2025 nyaráig.

### Válogatottban
Tagja volt a német U17-es labdarúgó-válogatottnak amely részt vett a U17-es Európa-bajnokságon és a U17-es világbajnokságon. Az Európa-bajnokságon a bosnyák U17-es válogatott ellen gólt szerzett. Az elődöntőben a spanyol U17-es válogatott ellen 2–1-re kikaptak.

## Statisztika
2022. június 1-i állapotnak megfelelően.
| Klub              | Szezon   | Bajnokság           | Bajnokság | Bajnokság | Kupa   | Kupa  | Nemzetközi | Nemzetközi | Összesen | Összesen |
| Klub              | Szezon   | Osztály             | Mérk.     | Gólok     | !Mérk. | Gólok | Mérk.      | Gólok      | Mérk.    | Gólok    |
| ----------------- | -------- | ------------------- | --------- | --------- | ------ | ----- | ---------- | ---------- | -------- | -------- |
| Bayern München II | 2017–18  | Regionalliga Bayern | 1         | 0         | —      | —     | —          | —          | 1        | 0        |
| Bayern München II | 2018–19  | Regionalliga Bayern | 27        | 2         | —      | —     | —          | —          | 27       | 2        |
| Bayern München II | 2019–20  | 3. Liga             | 26        | 1         | —      | —     | —          | —          | 26       | 1        |
| Bayern München II | Összesen | Összesen            | 54        | 3         | 0      | 0     | 0          | 0          | 54       | 3        |
| Bayern München    | 2017–18  | Bundesliga          | 2         | 0         | 0      | 0     | 0          | 0          | 2        | 0        |
| Darmstadt 98      | 2020–21  | 2. Bundesliga       | 29        | 0         | 3      | 0     | —          | —          | 32       | 0        |
| Werder Bremen     | 2021–22  | 2. Bundesliga       | 16        | 0         | 1      | 0     | —          | —          | 17       | 0        |
| Összesen          | Összesen | Összesen            | 101       | 3         | 4      | 0     | 0          | 0          | 105      | 3        |

## Család
Édesapja tagja volt a Dynamo Dresden felügyelő bizottságának. Testvére, Sebastian Mai szintén labdarúgó és a Dynamo Dresden játékosa.

## Sikerei, díjai
- Bayern München II
  - Regionalliga Bayern: 2018–19

- Bayern München
  - Bundesliga: 2017–18